# Cound Brook
Cound Brook är ett vattendrag i Storbritannien.   Det ligger i grevskapet Shropshire i riksdelen England, i den södra delen av landet, 220 km nordväst om huvudstaden London.